# Emily Peacheyová
Emily Anne Peacheyová (nepřechýleně Emily Peachey; * 13. prosince 1990) je americká herečka. Známá je převážně díky roli ve filmu Hvězdy nám nepřály (2014).

## Mládí
Peacheyová se narodila v Arlington County ve Virginii v USA. Navštěvovala střední školu Lake Braddock, kde maturovala v roce 2009. V současnosti je v posledním ročníku na Duquesne University v Pittsburghu v Pensylvánii, kde studuje marketingovou komunikaci.

## Filmy
Bez dechu (2011), Až tak moc tě nežere (2009) a Let's Dance (2006). Ve filmové adaptaci Hvězdy nám nepřály hrála po boku Shailene Woodleyové, Ansela Elgorta a Willema Dafoea Monicu.